# Heinrich von Ekkewint
Heinrich von Ekkewint war ein Mystiker und Prediger aus der ersten Hälfte des 14. Jahrhunderts.
Dabei handelt es sich wohl entweder um den 1321 und 1326 urkundlich bezeugten „Bruder Heinrich von Ekkewint“, dem Prior des Regensburger Dominikanerklosters, oder den 1317 urkundlich bezeugten „frater dictus de Ekewinden“, dem Prior des Würzburger Dominikanerklosters, oder den 1318 bezeugten „frater Henricus de Eckebunt“ oder den 1320 bezeugten „frater Henricus de Hecpont“.

## Predigten
In einer Handschrift aus der zweiten Hälfte des 14. Jahrhunderts sind im Kloster Einsiedeln vier kurze Predigten des Mystiker überliefert. Parallelüberlieferungen bzw. Teile der ersten Predigt finden sich außerdem in einer Basler Handschrift aus der zweiten Hälfte des 14. Jahrhunderts bzw. in einer Handschrift des 15. Jahrhunderts in St. Gallen. Offensichtlich ist jedoch nur die letzte der in Mittelhochdeutsch verfassten Predigten vollständig erhalten, da die übrigen fragmentarisch abbrechen.
Dem Inhalt nach sind die Predigten der Mystagogie zuzuordnen, da Ekkewint nicht über seine eigenen oder fremde mystische Erfahrungen spricht, sondern theoretische Grundlagen der Mystik darlegt.
| Personendaten    | Personendaten                        |
| ---------------- | ------------------------------------ |
| NAME             | Heinrich von Ekkewint                |
| KURZBESCHREIBUNG | Mystiker und Prediger                |
| GEBURTSDATUM     | 13. Jahrhundert oder 14. Jahrhundert |
| STERBEDATUM      | 14. Jahrhundert                      |